# Bernhard Reich (Kirchenmusiker)
Bernhard Reich (* 24. November 1950) ist ein deutscher, evangelischer Kirchenmusiker und war bis März 2016 Landeskirchenmusikdirektor.

## Leben und Wirken
Reich war von 1977 Kantor und ab 1987 bis 2009 Kirchenmusikdirektor und Bezirkskantor in Calw, seit 1986 Vorsitzender des württembergischen Berufsverbandes der evangelischen Kirchenmusiker und gemeinsam mit Lothar Friedrich Vorsitzender des Vereins Evangelische Kirchenmusik in Württemberg e.V. Zwischen 1994 und 2006 war Reich der Präsident des Verbandes evangelischer Kirchenmusiker und Kirchenmusikerinnen in Deutschland. In dieser Eigenschaft war er auch Mitherausgeber der Fachzeitschrift Forum Kirchenmusik.
Von November 2009 bis März 2016 hatte Reich als Nachfolger Siegfried Bauers das Amt des Landeskirchenmusikdirektors für die Evangelische Landeskirche in Württemberg. Nachfolger in diesem Amt ist seit April 2016 wiederum Landeskirchenmusikdirektor Matthias Hanke.
Zusammen mit seiner Frau, der Musikerin (Orgel) Rose-Gabriele, hat er sieben Kinder. Die Familie Reich aus Calw ist somit eine große Musikerfamilie, da auch die Kinder intensiv Musik betreiben bzw. auch studiert haben. Seit April 2016 lebt er im Ruhestand in Altburg.

## Ehrung
Am 14. September 2006 wurde Bernhard Reich für seine Verdienste um das Gemeinwohl mit dem Bundesverdienstkreuz geehrt.